# Neferhetepes
| nfr | Htp · t · p | s |

| nfr | Htp · t · p | s |

Neferhetepes (nfr ḥtp-s) byla staroegyptská princezna ze 4. dynastie, dcera faraona Radžedefa. Její matkou byla Hetepheres II.

## Život
Jméno Neferhetepes je známé z fragmentu sochy nalezené v Abú Rawáši, kde si její otec nechal postavit pyramidový komplex. Měla tituly: Dcera krále z jeho těla a Manželka boha.
Neferhetepes byla také nejstarší doloženou kněžkou bohyně Hathor.

## Hrobka
Neferhetepesina hrobka měla základnu 26,15×26,15 m. Hrobka je značně poškozena, protože se v minulosti stala cílem zlodějů stavebních kamenů. Na podzemí královniny pyramidy je zajímavé, že na byl použit sedlový strop, který byl jinak vyhrazen jen pyramidám faraonů. V hrobce hodnostáře Persena v Sakkáře se dochoval nápis zmiňující tuto královnu.